# Шастін Єгор Євгенович
Єгор Євгенович Шастін (рос. Егор Евгеньевич Шастин; 10 вересня 1982, м. Київ, СРСР) — російський хокеїст, нападник.
Вихованець хокейної школи «Авангард» (Омськ). Виступав за: «Авангард» (Омськ), ХК «Амбрі-Піотта», ХК «Сьєрре», «Сибір» (Новосибірськ), СКА (Санкт-Петербург), «Нафтохімік» (Нижньокамськ), «Торпедо» (Нижній Новгород), Лада Тольятті, «Ред Айс» і ХК «Сариарку».
У чемпіонатах Швейцарії — 44 матчі (2+3), у плеф-оф — 3 матчі (1+0).
У складі молодіжної збірної Росії учасник чемпіонату світу 2001. У складі юніорської збірної Росії учасник чемпіонату світу 2000.
Батько: Євген Шастін.
Досягнення
- Срібний призер юніорського чемпіонату світу (2000).